# Bermudas en los Juegos Olímpicos de Atlanta 1996
Las Bermudas estuvieron representadas en los Juegos Olímpicos de Atlanta 1996 por un total de 9 deportistas, 7 hombres y 2 mujeres, que compitieron en 4 deportes.
El portador de la bandera en la ceremonia de apertura fue el atleta Brian Wellman. El equipo olímpico bermudeño no obtuvo ninguna medalla en estos Juegos.